# Station Warszawa Jeziorki
Station Warszawa Jeziorki is een spoorwegstation in het stadsdeel Ursynów in de Poolse hoofdstad Warschau.